# Samo Hubad
Samo Hubad, slovenski dirigent, * 17. julij 1917, Ljubljana, † 31. avgust 2016, Skaručna .

## Življenje
Rodil se je kot sin Mateja Hubada, slovenskega skladatelja, zborovodje in pedagoga.
Kompozicijo in dirigiranje je študiral pri Slavku Ostercu in Danilu Švari, izpopolnjeval pa se je pri C. Schmeidlu in Carlu Zecchiju ter pri Vaclavu Talichu v Pragi. Kot vsestranski glasbenik se je v mladosti posvečal tudi jazzu in je bil član prve zasedbe Big Banda Radia Ljubljana, ki jo je spomladi 1945 sestavil skladatelj Bojan Adamič. V vsem svojem aktivnem obdobju je bil vodilni slovenski dirigent. Med letoma 1942 in 1958 je dirigiral v operi in baletu SNG v Ljubljani, kjer je bil med letoma 1948 in 1952 tudi direktor, med letoma 1959 in 1964 je bil stalni gostujoči dirigent v  Zagrebški operi, med letoma 1955 in 1957 pa tudi šef dirigent Zagrebške filharmonije. V obdobju med 1947 in 1966 je bil šef dirigent Slovenske filharmonije. Maestro Hubad je razvil tudi uspešno mednarodno kariero. Dirigiral je več kot šestdesetim orkestrom po vsem svetu, med drugim münchenski, budimpeštanski, varšavski, bukareštanski in leningrajski filharmoniji, radijskim orkestrom v Helsinkih, Parizu, Bratislavi, Bukarešti in Moskvi, Tokijskemu simfoničnemu orkestru, večkrat je dirigiral tudi na prestižnem festivalu Maggio musicale Fiorentino. Vodil je predstave v opernih hišah v Beogradu, Zagrebško opero je vodil na gostovanjih v Parizu, v Holandiji in v Italiji, kot edini slovenski dirigent do danes je dirigiral v Teatru Verdi v Trstu. 

### Priznanja in nagrade
Samo Hubad je za svoje delo prejel več nagrad in priznanj. Je dvakratni dobitnik nagrade Prešernovega sklada, prejel je Župančičevo nagrado, več nagrad na festivalih jugoslovanske glasbe, nagrado Društva slovenskih skladateljev za zaslužnega interpreta slovenske glasbe, priznanje Jugoslovanske glasbene tribune v Opatiji, 5 nagrad Orfej, ki jih je Jugoslovanska radiotelevizija (JRT) podeljevala za najboljše glasbene posnetke, spomenico Hrvatskega narodnega kazališta (1960), jugoslovanski red zaslug za ljudstvo s srebrnimi žarki ter srebrni častni znak Svobode Republike Slovenije.